# Franking

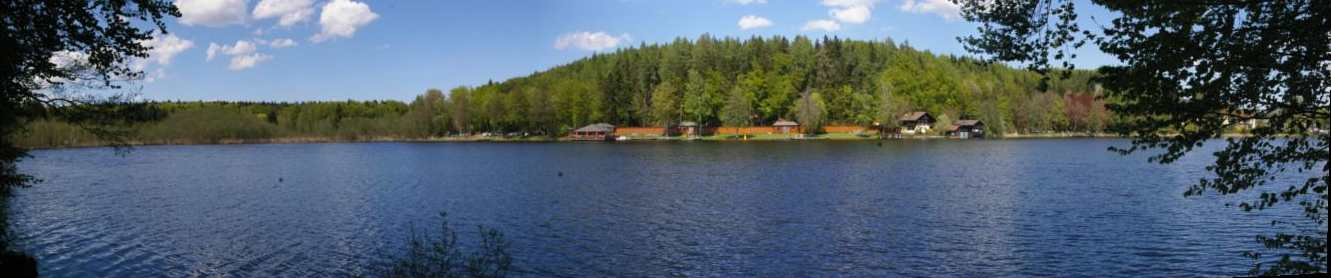
Holzöstersee

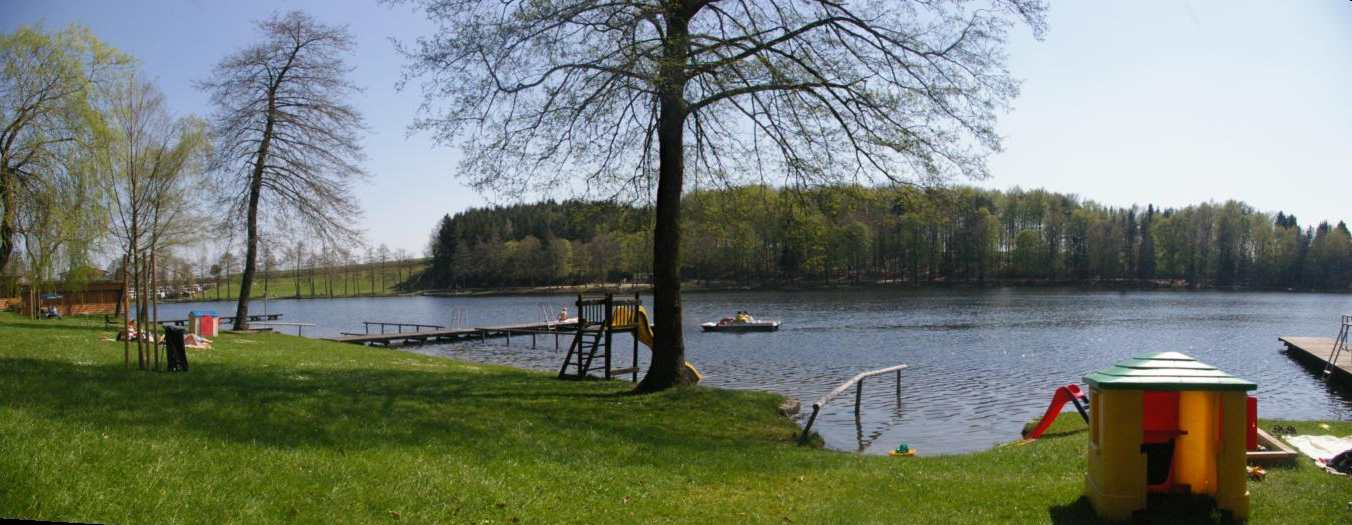
Holzöstersee

Franking ist eine kleine Gemeinde mit 1034 Einwohnern (Stand 1. Jänner 2025) im oberösterreichischen Innviertel nahe an der Grenze zu Salzburg und Deutschland. Der zuständige Gerichtsbezirk ist der Gerichtsbezirk Mattighofen, bis 2004 gehörte die Gemeinde zum Gerichtsbezirk Wildshut. In bescheidenem Ausmaß gibt es seit den 1950er Jahren im Sommer Fremdenverkehr, heute ist Franking das touristische Zentrum der Region Seelentium.

## Geografie
Franking liegt auf 457 m Höhe im Innviertel. Die Ausdehnung beträgt von Nord nach Süd 4,1 km, von West nach Ost 4,7 km. Die Gesamtfläche beträgt 10,5 km². 23,8 % der Fläche sind bewaldet, 67,6 % der Fläche sind landwirtschaftlich genutzt.

### Gemeindegliederung
Das Gemeindegebiet umfasst folgende neun Ortschaften (in Klammern Einwohnerzahl Stand 1. Jänner 2025):
- Buch (32)
- Dorfibm (57)
- Eggenham (83)
- Eisengöring (85)
- Franking (287)
- Holzleithen (84)
- Holzöster (247)
- Neuhausen (71)
- Oberfranking (88)

Die Gemeinde besteht aus den Katastralgemeinden Eggenham und Holzöster.

### Nachbargemeinden
| Geretsberg      | Geretsberg                                  | Eggelsberg                           |
| Haigermoos      | Kompassrose, die auf Nachbargemeinden zeigt | Moosdorf                             |
| Sankt Pantaleon | Sankt Pantaleon                             | Sankt Georgen bei Salzburg, Moosdorf |

## Geschichte

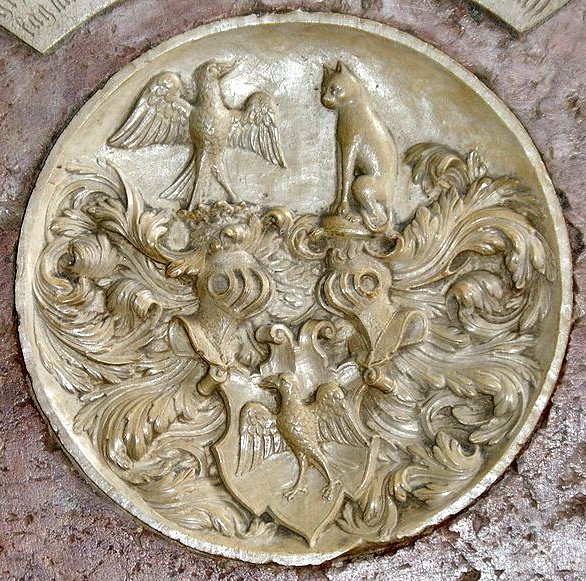
Wappen der Grafen von Franking auf einer Stiftungstafel in der Pfarrkirche

Der Name der Gemeinde geht auf den althochdeutschen Personennamen Franko oder Francho zurück. Erstmals urkundlich erwähnt wurde der Name 1150, wo ein Ulricus von franchingen genannt wird. Der Stammsitz der Herren von Franking befand sich auf dem Burgstall, einem Hügel am Holzöstersee. Heute ist dieser Sitz nicht mehr zu sehen.
- Burgstall Holzöster

Seit Gründung des Herzogtums Bayern war der Ort bis 1779 bayrisch und kam nach dem Frieden von Teschen mit dem Innviertel (damals 'Innbaiern') zu Österreich. Im Zug der josefinischen Reformen wurde Franking 1785 von der Mutterpfarre Ostermiething losgelöst und eine selbständige Pfarre. Während der Napoleonischen Kriege wieder kurz bayrisch, gehört er seit 1814 endgültig zu Oberösterreich. Nach dem Anschluss Österreichs an das Deutsche Reich am 13. März 1938 gehörte der Ort zum Gau Oberdonau. Nach 1945 erfolgte die Wiederherstellung Oberösterreichs. Während der Besatzungszeit bis 1955 lag Franking in der amerikanischen Zone.
Mitte der 1950er Jahre wurden erste Anstrengungen zur Etablierung des Sommertourismus unternommen. So wurde am Holzöstersee eine Badeanstalt mit Kabinen und Buffet errichtet.

### Liste der Erbhöfe in der Gemeinde
Nach dem Erbhofgesetz 1931 muss der Hof mindestens 200 Jahre von der Familie bewirtschaftet worden sein.
- Dießengut in Dorfibm
- Hanspetergut in Eisengöring
- Josephengut in Neuhausen
- Karnergut in Dorfibm
- Kirchbauergut in Franking
- Matheisengut in Eisengöring
- Neuhausergut in Neuhausen
- Schipflgut in Neuhausen
- Anthallergut in Dorfibm
- Pimperlgut in Neuhausen

### Einwohnerentwicklung
1991 hatte die Gemeinde laut Volkszählung 857 Einwohner, 2001 dann 942 Einwohner.
Altersgliederung
- unter 15 20,8 %
- 15 – 59 Jahre  62,0 %
- 60 und mehr Jahre   17,2 %[2]

Einwohner nach höchster abgeschlossener Ausbildung
- Allgemeinbildende Pflichtschule: 40,2 %
- Lehre: 36,6 %
- Fachschule: 11,1 %
- Allgemeinbildende Höhere Schule: 1,9 %
- Berufsbildende Höhere Schule: 6,4 %
- Hochschule oder verwandte Lehranstalt: 3,7 %[2]

## Kultur und Sehenswürdigkeiten

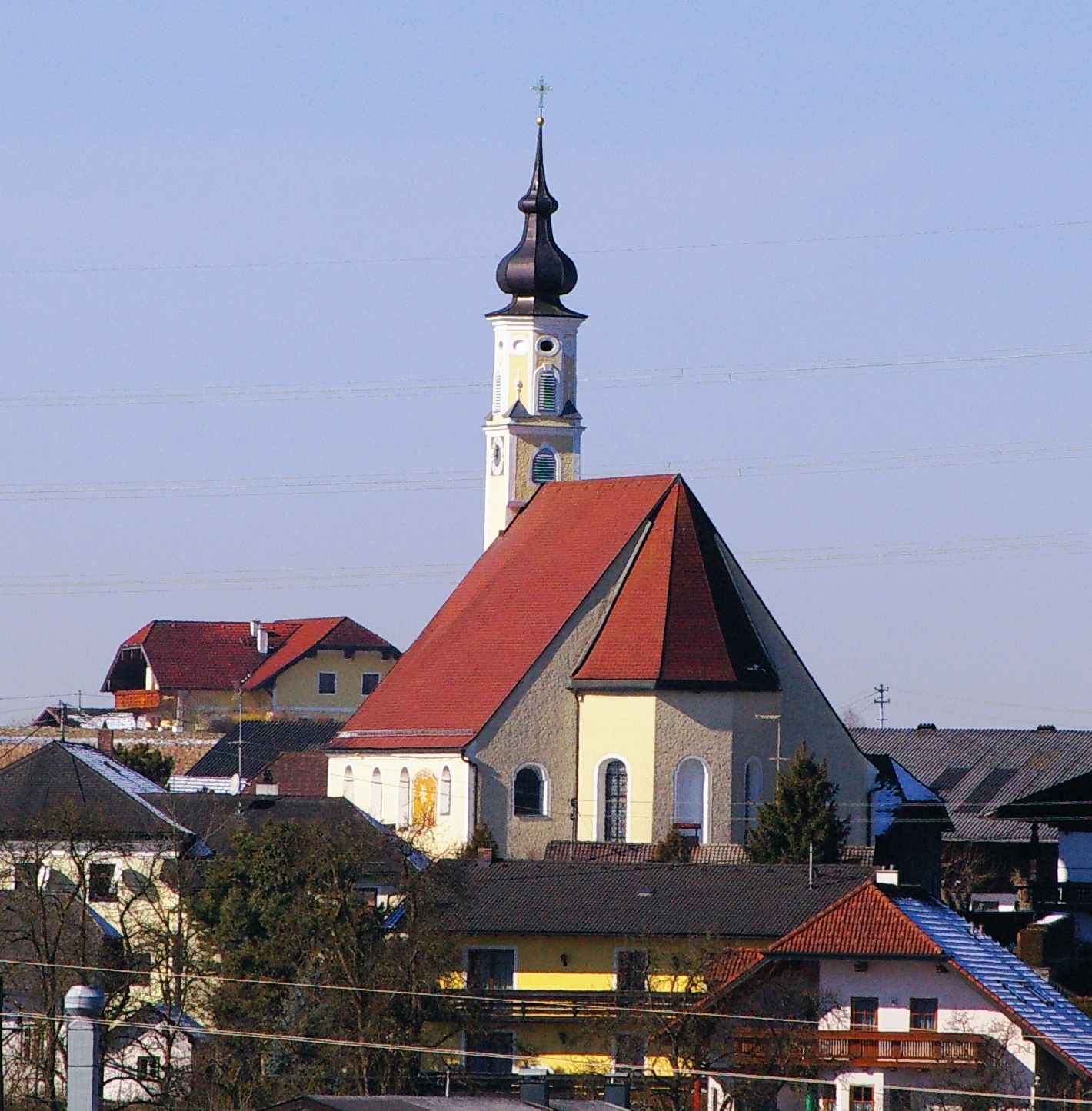
Pfarrkirche Franking

- Katholische Pfarrkirche Franking hl. Maria Magdalena

## Wirtschaft und Infrastruktur

### Tourismus
- Am Holzöstersee hat sich seit den 1950er Jahren der Badetourismus entwickelt, selbst Sophia Loren war hier zu Gast. 2011 wurde rund um den See ein durchgehend barrierefreier Rundweg eröffnet, der auf einer Länge von 400 Metern als Moorlehrpfad gestaltet ist.
- Wanderbauerngolf – zu Fuß oder mit der Pferdekutsche
- Bierbad im Moorhof
- Traktor-Roas – Sightseeing mit alten Traktoren
- Bienenlehrpfad

### Bildung
In der Gemeinde gibt es eine dreiklassige Volksschule und einen Kindergarten mit 2 Gruppen für 3- bis 6-jährige Kinder.
Der erste Unterricht fand im alten Krämerhaus, einer kleinen hölzernen Sölde, statt. 1854 wurde das neue Schulhaus eingeweiht, das bis zum Beginn der 1970er Jahre in Verwendung stand. Es wurde durch einen Neubau mit Turnsaal ersetzt. Im Untergeschoß fand bis zum Umbau der Kindergarten Platz. Der Bau wurde in den Jahren 2007 bis 2009 renoviert, wobei ein zusätzlicher Klassenraum errichtet und der Turnsaal für moderne Anforderungen neu gestaltet wurde.

### Vereine
- Union Franking (Sportverein) mit den Sektionen Faustball, Stockschießen, Taekwondo, Turnen und Volleyball gegründet 1962[3]
- Kameradschaftsbund Franking (gegründet als Militär-Veteranenverein Franking 1912)[4]
- Landjugend Franking gegründet 1960[5]
- Freiwillige Feuerwehr Franking (gegründet 1905)[4]
- Wasserrettung Ortsstelle Holzöster
- Trachtenmusikkapelle Franking
- Krippenbauverein Franking
- Goldhaubenfrauen Franking
- Elternverein der VS
- Jägerschaft Franking
- Schützenverein Franking
- Österr.-Nordzypriotische Künstlervereinigung (ÖNZKV)
- Tourismusverein Seelentium

## Politik
Der Gemeinderat hat 13 Mitglieder.
- Mit den Gemeinderats- und Bürgermeisterwahlen in Oberösterreich 2003 hatte der Gemeinderat folgende Verteilung: 9 ÖVP, 3 SPÖ und 1 FPÖ.
- Mit den Gemeinderats- und Bürgermeisterwahlen in Oberösterreich 2009 hatte der Gemeinderat folgende Verteilung: 8 ÖVP und 4 FPÖ.
- Mit den Gemeinderats- und Bürgermeisterwahlen in Oberösterreich 2015 hatte der Gemeinderat folgende Verteilung: 8 ÖVP und 5 FPÖ.
- Mit den Gemeinderats- und Bürgermeisterwahlen in Oberösterreich 2021 hat der Gemeinderat folgende Verteilung: 8 ÖVP, 3 MFG und 2 FPÖ.[6][7]

### Bürgermeister
Datum = Amtsantritt
- Thomas Pfaffinger 16. September 1850
- Augustin Schnitzinger 1. Jänner 1855
- Mathias Neuhauser, 1. Jänner 1858
- Franz Romstötter, 21. Februar 1861
- Rupert Piracher, 2. September 1864
- Michael Wimmer, 16. Oktober 1867
- Franz Romstötter, 18. August 1870
- Bartolomäus Loiperdinger, 3. April 1873
- Josef Hochradl, 7. September 1876
- Georg Schnitzinger, 1. Jänner 1879
- Franz Schmitzinger, 1. Jänner 1885
- Andreas Kohlbacher, 15. Juli 1894
- Franz Leitner, 18. Juli 1897
- Mathias Schmitzberger, 24. August 1900
- Jakob Niedermüller, 1. Jänner 1903
- Mathäus Romstötter, 1. Jänner 1906
- Mathäus Pfaffinger, 1. Jänner 1910
- Johann Hochradl, 3. Februar 1913
- Georg Wimmer, 1. Jänner 1919
- Friedrich Renzl, 7. Mai 1924
- Ferdinand Kreuzeder, 1. Jänner 1929
- Josef Kirchbauer, 1. Jänner 1935
- Johann Brunner, 1. Jänner 1942
- Hermann Maier, 25. November 1945
- Alois Braunsberger, 22. Oktober 1961
- Johann Huber, 21. Oktober 1973
- Franz Manglberger (ÖVP), 6. Oktober 1985
- Josef Lasser (ÖVP), 27. September 2009

### Wappen
Offizielle Beschreibung des Gemeindewappens: Unter silbernem Schildhaupt, darin stehende blaue Rauten, gespalten; rechts in Gold ein schwarzer, rechtsgewendeter, flugbereiter Rabe; links in Blau übereinander zwei silberne Seerosenblüten. Die Gemeindefarben sind Gelb-Blau-Gelb. Das silber-blaue Schildhaupt steht für die lange Verbundenheit mit Bayern.